# César och Rosalie
César och Rosalie (franska: César et Rosalie) är en fransk-italiensk romantisk komedi från 1972 i regi av Claude Sautet.

## Rollista i urval
- Yves Montand - César
- Romy Schneider - Rosalie
- Sami Frey - David
- Bernard Le Coq - Michel
- Umberto Orsini - Antoine
- Eva Maria Meineke - Lucie
- Gisela Hahn - Carla
- Henri-Jacques Huet - Marcel
- Isabelle Huppert - Marite
- Carlo Nell - Jérôme